# 크리스 배싯
크리스 배싯 (풀네임 : Christopher M. Bassitt, 1989년 2월 22일 ~ )은 미국 프로야구 아메리칸 리그 토론토 블루제이스의 선수이다.
2011년 11라운드 501순위로 시카고 화이트삭스에 입단했다.

## 오클랜드 애슬레틱스
2014년 8월 30일 디트로이트 타이거즈와의 경기에서 첫 메이저리그 데뷔를 하였다. 2014년 12월 9일 오클랜드 애슬레틱스의 제프 사마자와 트레이드되어 마커스 세미엔, 조시 페글리 등과 함께 시카고 화이트삭스에서 오클랜드 애슬레틱스로 이적했다. 2016년 5월 토미존수술로 인해 2017년 전체 시즌까지 시즌 아웃되었다. 2018년에 오랜 부상자 명단에 벗어나 팀에 복귀한 후 2019년 팀의 3선발로 25경기에 선발 등판해 10승 8패 3.81의 평균자책접를 기록했다. 2021년에는 시카고 화이트삭스전에 타구에 얼굴을 맞는 부상을 입었지만 약 한 달 만에 부상에 복귀하는 모습을 보여주었고 27경기에 선발 등판하여 12승 4패에 3.15의 평균자책점을 기록하는 등 팀의 에이스 역할을 수행하였다. 그리고 이러한 활약을 바탕으로 규정 이닝을 채우지 못했음에도 사이 영 상 후보에 올랐다.

## 뉴욕 메츠
2022년 시즌 후 FA를 취득하는 배싯을 재정 상의 이유로 잡을 수 없었던 오클랜드 애슬레틱스는 그를 트레이드 대상으로 지정하였다. 그리고 3월 12일에 뉴욕 메츠로부터 2명의 유망주를 받는 조건으로 그를 트레이드한다. 뉴욕 메츠로 이적한 배싯은 큰 부상 없이 선발 로테이션을 소화하였고, 30경기에 선발 등판하여 15승 9패에 3.42의 평균자책점을 기록하였다. 또한 이 시즌에는 181.2 이닝을 소화하며, 코로나19로 인해 단축 시즌으로 치러진 2020년 시즌을 제외하고 첫 규정 이닝을 돌파하는 성과를 이루었다. 그리고 시즌 후 FA 자격을 취득하게 되었다.

## 토론토 블루제이스
2022년 시즌을 마치고 FA 자격을 취득하게 되었고, 12월 12일에 토론토 블루제이스와 3년 6300만 달러의 계약을 체결하였다.

## 통산 기록
| 연 도          | 소 속          | 나 이          | 승 리 | 패 전 | 평 자 책 | 출 장 | 선 발 | 완 투 | 완 봉 | 홀 드 | 세 이 브 | 이 닝 | 피 안 타 | 실 점 | 자 책 | 피 홈 런 | 볼 넷 | 고 4 | 탈 삼 진 | 몸 맞 | 보 크 | 폭 투 | Q S | 피 안 타 율 | W H I P |
| -------------- | -------------- | -------------- | ----- | ----- | -------- | ----- | ----- | ----- | ----- | ----- | -------- | ----- | -------- | ----- | ----- | -------- | ----- | ---- | -------- | ----- | ----- | ----- | --- | ----------- | ------- |
| 2014           | CWS            | 25             | 1     | 1     | 3.94     | 6     | 5     | 0     | 0     | 0     | 0        | 29.2  | 34       | 13    | 13    | 0        | 13    | 1    | 21       | 3     | 0     | 0     | 2   | .286        | 1.58    |
| 2015           | OAK            | 26             | 1     | 8     | 3.56     | 18    | 13    | 0     | 0     | 0     | 0        | 86.0  | 78       | 36    | 34    | 5        | 30    | 0    | 64       | 9     | 0     | 5     | 8   | .244        | 1.26    |
| 2016           | OAK            | 27             | 0     | 2     | 6.11     | 5     | 5     | 0     | 0     | 0     | 0        | 28.0  | 35       | 20    | 19    | 5        | 14    | 0    | 23       | 0     | 0     | 2     | 2   | .294        | 1.75    |
| 2018           | OAK            | 29             | 2     | 3     | 3.02     | 11    | 7     | 0     | 0     | 0     | 0        | 47.2  | 40       | 21    | 16    | 4        | 19    | 0    | 41       | 4     | 0     | 2     | 2   | .221        | 1.24    |
| 2019           | OAK            | 30             | 10    | 5     | 3.81     | 28    | 25    | 0     | 0     | 0     | 0        | 144   | 125      | 66    | 61    | 21       | 47    | 0    | 141      | 13    | 0     | 3     | 10  | .229        | 1.19    |
| 2020           | OAK            | 31             | 5     | 2     | 2.29     | 11    | 11    | 0     | 0     | 0     | 0        | 63    | 56       | 18    | 16    | 6        | 17    | 0    | 55       | 2     | 0     | 2     | 5   | .233        | 1.16    |
| 2021           | OAK            | 32             | 12    | 4     | 3.15     | 27    | 27    | 1     | 1     | 0     | 0        | 157.1 | 127      | 55    | 55    | 15       | 39    | 1    | 159      | 11    | 1     | 5     | 16  | .218        | 1.06    |
| 2022           | NYM            | 33             | 15    | 9     | 3.42     | 30    | 30    | 0     | 0     | 0     | 0        | 181.2 | 159      | 71    | 69    | 19       | 49    | 0    | 167      | 13    | 1     | 5     | 19  | .234        | 1.14    |
| MLB 통산 : 8년 | MLB 통산 : 8년 | MLB 통산 : 8년 | 46    | 34    | 3.45     | 136   | 123   | 1     | 1     | 0     | 0        | 737.1 | 654      | 300   | 283   | 75       | 228   | 2    | 671      | 55    | 2     | 24    | 64  | .235        | 1.20    |